# Acolastodes oenotripta
Acolastodes oenotripta är en fjärilsart som beskrevs av Edward Meyrick 1934. Acolastodes oenotripta ingår i släktet Acolastodes och familjen mott. Inga underarter finns listade i Catalogue of Life.